# Пархоменко, Александр Иванович
Алекса́ндр Ива́нович Пархо́менко (род. 21 марта 1981, Кричев, Могилёвская область) — белорусский десятиборец.

## Достижения
- Участник Олимпийских игр 2004 (20-е место) и 2008 годов (17-е место)
- Чемпион Универсиады 2005
- Победитель Кубка Европы 2005 во второй лиге
- Победитель Кубка Европы 2006 в первой лиге
- Чемпион Белоруссии 2006